# Ползела
Ползела (словен. Polzela) — поселение и муниципалитет в Словении; население — 5417 человек на 2007 год. Расположено на левом берегу реки Савиня, стекающей с холмов Ложница. Является частью традиционного региона Нижняя Штирия, ныне включено в состав статистического региона Савина.
На холме в центре поселения стоит замок Коменда XIII века, в поздние века использовавшийся госпитальерами и значительно перестроенный в XIX веке. У замка расположен мраморный лев, на гербе поселения расположен госпитальерский мальтийский крест. На северо-востоке поселения расположена усадьба в стиле позднего барокко, датируемая концом XVIII века и известная как усадьба Сенек (Šenek). В ней расположена часовня, посвящённая святому Флориану, а вокруг усадьбы разбит парк.
Приходская церковь поселения посвящена святой Маргарите. Она впервые упоминается в XIII веке, и её основой до сих пор является оригинальное романское строение с пристройками XVIII века и колокольней XV века.